# Exploradors (pel·lícula)
Exploradors (títol original: Explorers) és una pel·lícula de ciència-ficció americà dirigida per Joe Dante, estrenada l'any 1985. Ha estat doblada al català.

## Argument
Ben Crandall (Ethan Hawke) és un jove noi apassionat pels extraterrestres. Una nit, somia amb un gegantesc circuit imprès. Amb l'ajuda dels seus amics Wolfgang (River Phoenix) i Darren (Jason Presson), arriben a reproduir aquest circuit i descobreixen que serveix per desenvolupar un camp de força. Amb la seva ajuda i de materails recuperats de deixalles del pare de Darren construeixen una nau espacial.

## Repartiment
- Ethan Hawke: Ben Crandall
- River Phoenix: Wolfgang Müller
- Jason Presson: Darren Woods
- Bobby Fite: Steve Jackson
- Amanda Peterson: Lori Swenson
- James Cromwell: Mr. Müller
- Dana Ivey: la Sra. Müller
- Taliesin Jaffe: Ludwig Müller
- Meshach Taylor: Gordon Miller
- Dick Miller: Charlie Drake
- Brooke Bundy: la professora de ciències
- Tricia Bartholome: la noia a la classe
- Eric Luke: el professor de Darren
- Danny Nucci: el nen dolent a l'escola
- Bradley Gregg: un còmplice de Steve Jackson
- Georg Olden: un còmplice de Steve Jackson
- Chance Schwass: un còmplice de Steve Jackson

## Al voltant de la pel·lícula
- La pel·lícula no ha estat mai realment acabada, l'estudi va decidir avançar la data d'estrena de la pel·lícula.
- La vista sobre les « llums de la ciutat » és en realitat una maqueta una porció de la qual té forma de circuit electrònic, amb portes lògiques i circuits integrats.
- Es pot llegir a la primera pàgina d'un diari:  . (el misteri de Kingston Falls encara no s'ha resolt). Kingston Falls és el nom de la ciutat on té lloc l'acció de Gremlins (1984), igualment realitzat per Joe Dante.
- L'ordinador utilitzat per Wolfgang per controlar la bombolla, i després la nau, és un Apple IIc, que va sortir l'abril de 1984 i que hi anava proveït d'un processador de 1,4 MHz i de 128 ko de RAM.
- El guionista de la pel·lícula, Eric Luke, interpreta el professor de Darren en la pel·lícula.